# Unie rodinných advokátů
Unie rodinných advokátů je odborný advokátní spolek, který se snaží ochraňovat pojetí rodiny a vést znesvářené strany k mimosoudnímu řešení jejich rodinných sporů.

## Cíle a účel unie
Unie je otevřeným profesním spolkem, založeným za účelem vyvíjení a šíření společensky prospěšné podpory institutu rodiny a rodičovství se zřetelem k právům nezletilých dětí, respektu k osobní odpovědnosti jednotlivce za své chování v rodinných a partnerských vztazích, podpoře kroků směřujících k zachování rodinných tradic, předcházení všem typům konfliktů, zejména sporům právním, řešení rodinných konfliktů mimosoudní cestou a obraně rodiny před nepřirozenými ataky, které její celistvost narušují.
Od svého vzniku roku 2018 unie vydala 16 stanovisek k aktuálním společenským, právním, politickým a legislativním otázkám, například ke střídavé péči, k očkování dětí proti covidu-19, k ratifikaci Istanbulské úmluvy, k zálohovému výživnému nebo ke vnitrostátním únosům.
Unie rodinných advokátů spolupracuje v rámci své činnosti s Českou advokátní komorou a s ostatními korporacemi a institucemi, blízkými účelem své činnosti, a to nejen na vnitrostátní, ale i na mezinárodní a zahraniční úrovni, například se Spolkem rodinně právních a opatrovnických soudců, se Soudcovskou unií ČR nebo s Unií obhájců. Zastupuje zájmy svých členů při jednání s jinými organizacemi s podobným účelem.
Představitelé unie jsou pravidelně oslovováni médii a zváni na konference, kulaté stoly, diskuse na parlamentní půdě a vyjadřují se k aktuálním společenským a politickým otázkám. Unie je partnerem Stálé konference českého práva, Právníka roku, Josefských dní pořádaných Evropským institutem pro smír a mediaci a dalších celojustičních významných akcí.
V souladu se stanovami unie se koná jedenkrát ročně členská schůze. Členové Unie se aktivně angažují ve společenském životě. Unie každoročně pořádá celostátní konferenci Rodina v právu a bezpráví, na které přednášejí odborníci a špičky rodinného práva a justice v České republice. V roce 2022 se unie rozhodla vydat tematicky zaměřenou rodinnou judikaturu českých soudů.
Na počátku covidové pandemie v březnu roku 2020 založila Unie rodinných advokátů Koroporadnu – bezplatnou odpovědnu pro potřebné v akutní covidové situaci. V rámci této aktivity sedm desítek odborníků, povětšinou členů a blízkých spolupracovníků unie, během 1,5 roku odpovědělo 15 000 e-mailových a 10 000 telefonických dotazů.

## Členství v unii
Členy spolku se mohou stát rodinní advokáti a další odborníci, kteří se odborně zabývají rodinou a rodinnými vztahy. Členy Unie jsou významné osobnosti veřejného života, emeritní soudci, vědci a podporovatelé. Počátkem roku 2022 měla Unie 160 členů, kteří se každodenně zabývají problematikou vztahů mezi rodiči a dětmi, manželi, partnery, a to s interdisciplinárním přesahem do řady vědních oborů. Vysokou úroveň odbornosti svých členů Unie zajišťuje v rámci specializovaného profesního vzdělávání.
Statutárním orgánem Unie je presidium. V jeho čele stojí Daniela Kovářová, někdejší ministryně spravedlnosti České republiky ve vládě Jana Fischera.

## Ochranná známka
Unie rodinných advokátů je vlastníkem kombinované ochranné známky zapsané u Úřadu průmyslového vlastnictví v Praze č. zápisu 368905, s datem práva přednosti 9. 4. 2018. Ochrannou známku mohou užívat výlučně členové unie na základě řádně registrované licenční smlouvy.